# Prasinocyma gajdacsi
Prasinocyma gajdacsi là một loài bướm đêm trong họ Geometridae.